# Suck It and See
Suck It and See – czwarty album studyjny angielskiego zespołu Arctic Monkeys. Tytuł albumu jest nawiązaniem do filmu Stanleya Kubricka – Mechaniczna pomarańcza.

## Lista utworów
1. She’s Thunderstorms
2. Black Treacle
3. Brick By Brick
4. The Hellcat Spangled Shalalala
5. Don’t Sit Down ‘Cause I’ve Moved Your Chair
6. Library Pictures
7. All My Own Stunts
8. Reckless Serenade
9. Piledriver Waltz
10. Love Is A Laserquest
11. Suck It And See
12. That’s Where You’re Wrong

## Twórcy
- Alex Turner – wokal, gitara, organy
- Jamie Cook – gitara
- Nick O’Malley – bass, wokal
- Matt Helders – perkusja, wokal